# Frans Cornelis
Frans Cornelis (Sint-Katherina-Lombeek, 23 oktober 1915 - 29 augustus 2003) was een Belgisch senator.

## Levensloop
Cornelis werd beroepshalve bediende bij het ACW en was ACW-secretaris in het arrondissement Brussel.
Hij was ook politiek actief voor de CVP en was voor deze partij van 1964 tot 1976 gemeenteraadslid van Sint-Katherina-Lombeek en van 1977 tot 1979 gemeenteraadslid van Ternat. Eveneens was hij van 1958 tot 1965 provincieraadslid van Brabant.
Van 1979 tot 1981 zetelde hij eveneens in opvolging van Leo Vanackere in de Belgische Senaat als provinciaal senator voor de provincie Brabant. In de periode juni 1979-oktober 1980 zetelde hij als gevolg van het toen bestaande dubbelmandaat ook in de Cultuurraad voor de Nederlandse Cultuurgemeenschap, die op 7 december 1971 werd geïnstalleerd. Vanaf 21 oktober 1980 tot november 1981 was hij lid van de Vlaamse Raad, de opvolger van de Cultuurraad en de voorloper van het huidige Vlaams Parlement.